# Buchnera tomentosa
Buchnera tomentosa là loài thực vật có hoa thuộc họ Cỏ chổi. Loài này được Blume mô tả khoa học đầu tiên năm 1826.